# Niloofar Hamedi
Pour les articles homonymes, voir Hamedi.
Niloofar Hamedi, en persan : نیلوفر حامدی, est une journaliste iranienne employée par le quotidien réformateur Sharq (en) (« L'Est »). Elle a été l'une des premières à révéler les conditions de la mort de Mahsa Amini, qui ont déclenché le mouvement de protestation de 2022. Elle a été arrêtée et détenue à la prison d'Evin. Le Time la compte parmi les personnes les plus influentes de l'année 2023.
Elle écrit, pour le quotidien Sharq, sur les droits des femmes en Iran. Elle se bat notamment pour qu'elles obtiennent le droit d'accéder aux stades pour assister aux matchs de football.

## Couverture de la mort de Mahsa Amini et arrestation
En juillet 2022, elle a déjà traité un cas semblable, celui de l'écrivaine Sepideh Rashnu (en) arrêtée pour son hijab mal porté, puis contrainte à des aveux forcés. Le 15 septembre 2022, elle se rend à l'hôpital Kasra de Téhéran pour enquêter sur les conditions de l'arrestation brutale de Mahsa Amini par la police des mœurs. Ses photos de la jeune Kurde dans le coma sur son lit d'hôpital et de ses parents enlacés font le tour des réseaux sociaux. 
Elle est arrêtée dès le 22 septembre 2022 et incarcérée à la prison d'Evin, à Téhéran, où elle est placée à l'isolement,. Le 28 octobre, elle est accusée par les services de renseignement iraniens de conspiration avec des puissances étrangères contre la sûreté de l'État ; mais elle n'est pas officiellement inculpée. Les médias ont pour ordre de faire disparaître ses articles de leurs colonnes. Elle a été présentée au tribunal le 30 mai, sans que ses avocats aient pu accéder à son dossier. La suite du procès, qualifié de « farce judiciaire » par l'organisation Reporters sans frontières, a été reportée sine die. En juin 2023, elle est toujours détenue en prison. La seconde partie du procès se tient finalement à huis clos le 25 juillet,. Lors de cette seconde audience, elle déclare tirer une immense fierté de son travail en tant que journaliste. Le procès de sa consœur Elaheh Mohammadi, avec qui elle partage plusieurs distinctions, a lieu le lendemain. Le Comité pour la protection des journalistes (CPJ) qualifie ces procès de parodies. Officiellement, elles sont accusées de conspirer avec des puissances hostiles, et tout lien avec leurs reportages sur la mort de Mahsa Amini est nié,. La Fédération internationale des journalistes demande la libération de tous les journalistes emprisonnés — selon RSF, plus de 70 journalistes ont été arrêtés pendant le « mouvement Mahsa ». L'Association des journalistes allemands a elle aussi demandé la libération de Niloofar Hamedi et Elaheh Mohammadi. 
En octobre 2023, près de trois mois après la tenue de leur procès, les deux femmes attendent toujours leur verdict, en détention provisoire. 200 journalistes iraniens ont publié une lettre dans le quotidien Shargh dans laquelle ils dénoncent cette situation,. La sentence, prononcée quelques jours plus tard, condamne Niloofar Hamedi à treize ans de prison, dont sept pour « coopération avec les États-Unis », tandis que sa consœur Elaheh Mohammadi écope de douze ans d'enfermement,. 

## Prix et distinctions
- Prix international de la liberté de la presse 2023 décerné par le CJFE (en) au Canada, partagé avec Elaheh Mohammadi[21].
- Prix Louis M. Lyons (en) 2023 pour la conscience et l'intégrité dans le journalisme[22].
- Prix mondial de la liberté de la presse UNESCO/Guillermo Cano 2023 : colauréate avec Elaheh Mohammadi et Narges Mohammadi[23].
- Plume d'or pour la liberté, décerné par la WAN-IFRA en juin 2023, conjointement avec Elaheh Mohammadi[24].
- Le National Press Club décerne, le 28 juillet, le prix John Aubuchon, sa plus haute distinction, à Niloofar Hamedi et Elaheh Mohammadi[25],[26].

Elle est désignée par le magazine Time comme l'une des cent personnalités les plus influentes en 2023.